# 不滅のスクラム
「不滅のスクラム」（ふめつのスクラム）は、KAT-TUNの19枚目のシングル。2012年9月12日にJ-One Recordsから発売された。

## 概要
前作「TO THE LIMIT」から約3か月ぶりで2012年2枚目のシングル。
初回限定盤・通常盤/初回プレス仕様・通常盤の3形態で発売。
表題曲「不滅のスクラム」は、KAT-TUNと同じジャニーズ事務所所属の安田章大（関ジャニ∞）主演のTBS・MBS系ドラマ『ドラゴン青年団』の主題歌。メンバー主演、出演でないドラマ主題歌を手掛けるのは初めてである。
表題曲のダンスの振り付けはメンバーの田口淳之介が担当している。MVの監督は「TO THE LIMIT」に引き続き福居英晃が手掛けている。

## 収録曲

### CD

#### 通常盤
1. 不滅のスクラム
作詞：masanco、Rap詞：JOKER、作曲：Janne Hyöty,Caroline Gustavsson、編曲：Janne Hyöty
  - 安田章大主演 TBS・MBS系ドラマ『ドラゴン青年団』主題歌
2. RADIO
作詞：miwa*, SHIROSE、作曲：雨宮康夫,SHIROSE,AARON KAI、編曲：DREADSTORE COWBOY
3. 不滅のスクラム（オリジナル・カラオケ）
4. RADIO（オリジナル・カラオケ）

#### 通常盤/初回プレス仕様
1. 不滅のスクラム
2. BLACK OR WHITE - 田中聖
作詞：田中 聖、作曲：Tom Diekmeier,Junior H Johansson、編曲：Tom Diekmeier

#### 初回限定盤
1. 不滅のスクラム
2. in the DARK
作詞：KOUDAI IWATSUBO、作曲：Jon Hällgren,KOUDAI IWATSUBO、編曲：FLYING GRIND
3. in the DARK（オリジナル･カラオケ）

### DVD

#### 初回限定盤
1. 不滅のスクラム（ビデオ・クリップ＋メイキング）

#### 通常盤/初回プレス仕様
1. BLACK OR WHITE（ビデオ･クリップ）- 田中聖
友情出演：中丸雄一
MV振り付け：M@A
MV出演ダンサー：AKIO(栖原明生)、asahi(飯田洋平)、ARO(浜野濯)、岩崎大輔、TAKA(高橋清一)、MARIO(片岡まりお)、YUSHI(山口侑志)、REI
2. スペシャル映像

## テレビ出演
不滅のスクラム
- 『ザ少年倶楽部プレミアム』（2014年8月20日、NHK BSプレミアム）
葉加瀬太郎とコラボレーションで披露

in the DARK
- 『ザ少年倶楽部プレミアム』（2015年4月15日、NHK BSプレミアム）
4人体制 初披露